# 資金流動性
資金流動性（しきんりゅうどうせい、英: funding liquidity）とは、金融資産の購入を賄うための信用（クレジット）の利用可能性を指す。国際通貨基金（IMF）は資金流動性を「支払能力のある金融機関が、合意された支払を適時に実行できる能力」と定義している 。資金流動性は本質的に二者択一の概念であり、銀行は義務を履行できるか、できないかのいずれかである。

## 資金の調達源
流動性は銀行にとって主要な収益源であり、預金者または市場から提供される。資金調達の手段には、資産や証券の売却、シンジケートローン、二次市場での住宅ローン、資本市場、インターバンク市場（銀行間取引市場）、および中央銀行からの借入が含まれる。
資金流動性と市場流動性の相関の度合いは、金融市場の発展状況を評価する重要な指標であり、市場の活発さを示すものである 。資金流動性は、金融資産の借入における自由度および経済的効率性に関係し、一方、市場流動性は金融資産の売却に関係する。

## 資金流動性リスク
資金流動性リスク（英: funding liquidity risk）は、銀行が即時に義務を履行できなくなる可能性を意味する。資金流動性が二者択一の概念であるのに対し、資金流動性リスクは将来の結果の分布に関連し、無限に多くの値を取り得る。この違いには時間軸の違いが含まれている。資金流動性は特定の時点での状態を示すが、資金流動性リスクは将来を見越して、ある一定の期間にわたり測定されるものである。
この観点において、将来的に義務を履行できるかどうかに関する懸念（すなわち将来の資金流動性）は、現在の資金流動性リスクに影響を与える。流動性と流動性リスクの違いは明確であり、他のリスクの概念と同様の構造を持っている 。
資金の流動性とその収益性は逆相関の関係にある。キャッシュが最も流動性の高い資産であると同時に、収益を生まない資産であるとすれば、それは企業にとって利益をもたらす可能性が低いといえる 。